# Gisela Hahn
Pour les articles homonymes, voir Hahn.
Gisela Hahn, de son vrai nom Gisela Drenkhan, née le 13 mai 1943 à Wąbrzeźno est une actrice allemande.

## Biographie
Ses parents se réfugient à Hambourg après la fin de la Seconde Guerre mondiale alors qu'elle a deux ans. Elle fait un apprentissage avec Siemens et se fait connaître comme championne de bowling. Elle vient à Munich en 1963. Elle travaille comme auxiliaire médical, pour financer ses cours de théâtre et de chant. Elle fait sa première apparition au théâtre sous le nom de Gisela Hahn.
Elle vient au cinéma en 1964. Quelques années plus tard, elle tourne dans des séries télévisées. Elle s'installe à Rome en 1970 pour être dans les productions italiennes de série B. En décembre 1976, elle pose pour l'édition italienne du magazine Playboy. Elle revient en Allemagne en 1983 et joue surtout à la télévision.

## Filmographie partielle

### Cinéma
- 1964 : Die lustigen Weiber von Tirol (de) de Hans Billian : Reni
- 1965 : … und sowas muß um 8 ins Bett (de) de Werner Jacobs : Ines
- 1965 : Les DM-Killers (DM-Killer) de Rolf Thiele : Püppi
- 1965 :  Des nouvelles du Sorcier (Neues vom Hexer) d'Alfred Vohrer : Susan Copperfield
- 1965 : Belles d'un soir, segment Dorothea (Das Liebeskarussell) de Rolf Thiele, Axel von Ambesser et Alfred Weidenmann
- 1966 : Commissaire X dans les griffes du dragon d'or (Kommissar X – In den Klauen des goldenen Drachen) de Gianfranco Parolini : Stella
- 1967 : Monsieur Dynamite (Mister Dynamit – Morgen küßt Euch der Tod) de Franz Josef Gottlieb : Meisje
- 1968 : Sladky cas Kalimagdory (hu) de Leopold Lahola (sk) : Marta
- 1969 : Revenge (it) de Pino Tosini : Milly
- 1970 : La Servante de Jacques-Paul Bertrand : Karin
- 1970 : On l'appelle Trinita d'Enzo Barboni : Sarah
- 1970 : Gradiva de Giorgio Albertazzi
- 1971 : Durango encaisse ou tue (Arriva Durango... paga o muori) de Roberto Bianchi Montero : Margot
- 1971 : Commissaire X contre Tiger-Gang (de) (Kommissar X jagt die roten Tiger) de Harald Reinl : Jacky Clay
- 1971 : Quand les femmes étaient femelles (Quando gli uomini armarono la clava e... con le donne fecero din-don) de Bruno Corbucci : Sissi
- 1971 : Et viva la révolution ! (Viva la muerte… tua!)) de Duccio Tessari : l'épouse d'Orlovsky
- 1972 : Zambo (it) (Zambo, il dominatore della foresta) de Bitto Albertini : Grace Woodworth
- 1972 : César et Rosalie de Claude Sautet : Carla
- 1972 : Incensurato provata disonestà carriera assicurata cercasi (it) de Marcello Baldi : l'épouse de Zaccherin
- 1973 : Emil et le Porcelet (Emil och griseknoen) (film d'animation) : institutrice (voix)
- 1974 : Les Humphries – Es knallt und die Engel singen de Dieter Geissler et Roberto Leoni : Jennifer Adam
- 1974 : Commissariat de nuit (Commissariato di notturna) de Guido Leoni : la femme allemande
- 1974 : Julia et les hommes (de) (Es war nicht die Nachtigall) de Sigi Rothemund : Myriam
- 1974 : Buck le Loup (Zanna Bianca alla riscossa) de Tonino Ricci : Katie
- 1974 : Chi ha rubato il tesoro dello scia? de Guido Leoni
- 1975 : La supplente (it) de Guido Leoni : la prof de gym
- 1976 : La Marche triomphale (Marcia trionfale) de Marco Bellocchio
- 1976 : La Grande Débandade (Le avventure e gli amori di Scaramouche) d'Enzo G. Castellari : Babette
- 1976 : Pudeurs à l'italienne (Il comune senso del pudore) d'Alberto Sordi : Ursula Kerr
- 1976 : Le seminariste (it) de Guido Leoni : Annalisa, la jeune fille au pair
- 1976 : Mister Scarface (I padroni della città) de Fernando Di Leo : Clara, la chanteuse de la boîte de nuit
- 1978 : La Bataille des étoiles (Cosmo 2000 - Battaglie negli spazi stellari) d'Alfonso Brescia : Dr. Helen Parker
- 1979 : Ernesto de Salvatore Samperi : la mère de Ilio et Rachele
- 1979 : Disco-Fieber de Hubert Frank : Mademoiselle Halbach, l'enseignante
- 1979 : White Pop Jesus de Luigi Petrini : Stella Young
- 1980 : Palermo (Palermo oder Wolfsburg) de Werner Schroeter : la mère de Brigitte
- 1980 : Contamination de Luigi Cozzi : Perla de la Cruz
- 1980 : Chasseur de l'enfer (de) (El caníbal) de Jesús Franco : Jane
- 1981 : Bosco d'amore de Alberto Bevilacqua
- 1982 : Die Jäger (it) de Károly Makk : Angela
- 1982 : Banana Joe de Steno : la présentatrice TV

### Télévision
- 1968 : Zimmer 13 : Anita
- 1982 : Schwarz Rot Gold (Kaltes Fleisch) : Katja
- 1983 : Soko brigade des stups (Scandale, saison 3) : Nina Schubert
- 1989 : La Vallée des espoirs
- 1993 : Tisch und Bett
- 1997 : Küstenwache (saison 1) : Ingrid Ehlers
- 1999 : Soko brigade des stups (Profession de foi, saison 15) : la femme du bijoutier
- 2007 : Sex and More (Si t'es un homme, saison 2) : Ingeborg Seifert
- 2013-2014 : Verbotene Liebe (9 épisodes) : Renate Baumann

## Source de la traduction
- (de) Cet article est partiellement ou en totalité issu de l’article de Wikipédia en allemand intitulé « Gisela Hahn » (voir la liste des auteurs).